# Статуї (гра)

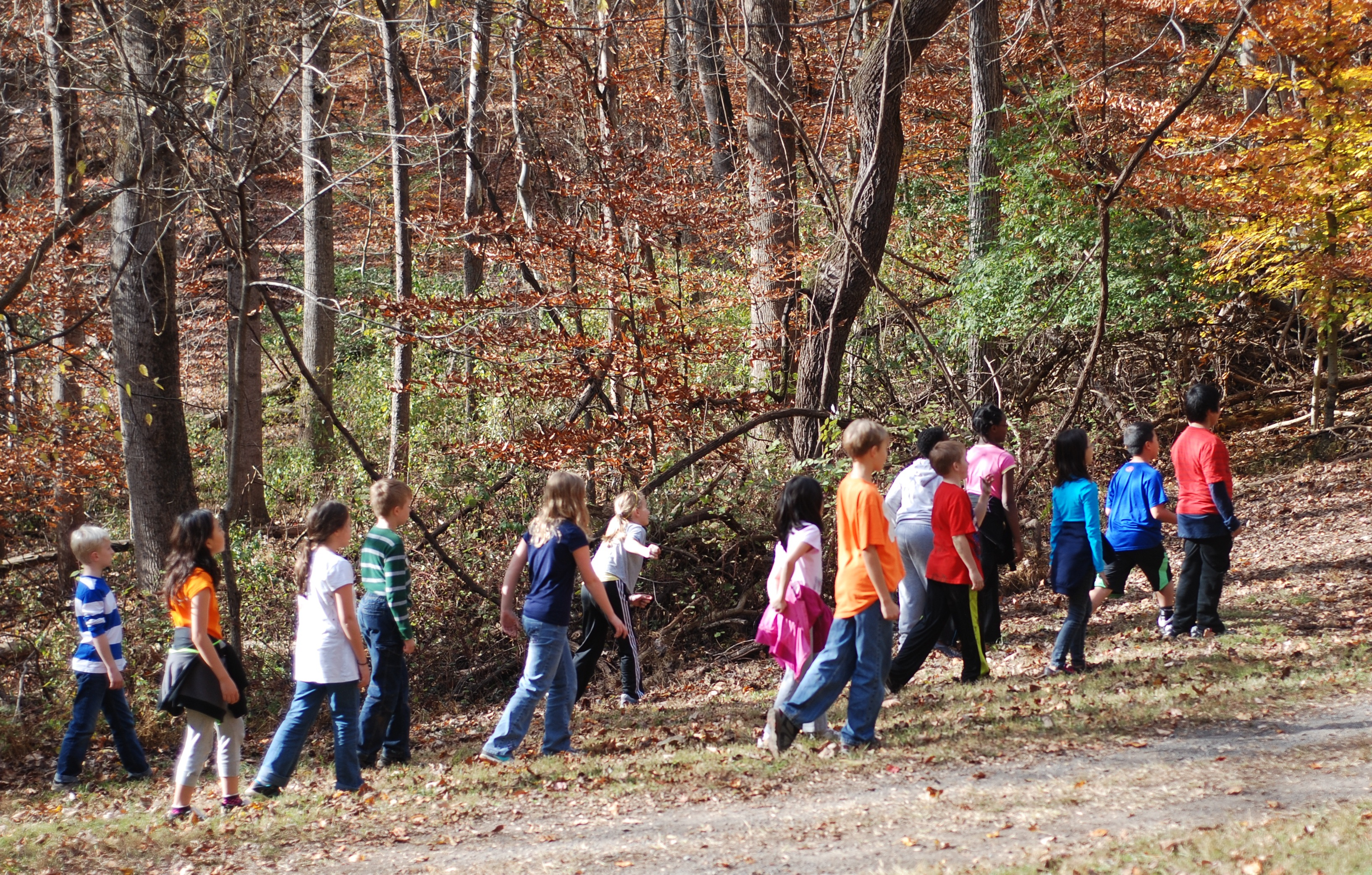
Гра «Червоне світло, зелене світло» на мотузковому курсі Регіонального парку Хемлок Оверлук.

«Статуї» (відомі як «Червоне світло, зелене світло» в Північній Америці та «Кроки бабусі» або «Кроки феї» у Великій Британії) — популярна дитяча гра, в яку часто грають у різних країнах. У різних регіонах світу існують різні варіації гри.

## Загальні правила
1. Один з гравців починає гру як «ведучий» (Бабуся, Вінні-Пух тощо) і стає в кінці поля. Всі інші гравці стають на дальньому кінці (відстань залежить від обраної ігрової зони). Мета гри полягає в тому, щоб «статуя» торкнулася ведучого, тим самим ставши ведучим і перезавантаживши гру.
2. Ведучий повертається спиною до поля, а «статуї» намагаються перебігти через нього і заквачити ведучого.
3. Щоразу, коли ведучий повертається, статуї повинні застигнути на місці і залишатися в такому положенні, поки ведучий на них дивиться. Ведучому можуть дозволити ходити навколо статуй, розглядаючи їх. Ведучий має бути обережним — коли він повертається спиною, статуї можуть рухатися.
4. Якщо статую спіймають на русі, вона повертається на лінію старту, щоб почати все спочатку, або вибуває з гри.

## Варіації

### Червоне світло, зелене світло
Червоне світло, зелене світло — це варіація гри «Статуї», яка розігрується по всій Північній Америці. Назва гри пов'язана з кольорами світлофора.
- Як і в «Статуяз», «Червоне світло, зелене світло» грають на полі або в іншому великому просторі.
- Один гравець, той, ведучий, стоїть на одному кінці поля і кличе решту гравців, які шикуються в лінію на іншому кінці.
- Ведучий, розвертається, відвертається від решти гравців і вигукує: «Зелене світло!»
- Поки відводить відводить погляд, іншим гравцям дозволяється рухатися, і вони намагаються наблизитися до ведучого. Мета — наблизитися до ведучого настільки близько, щоб його заквачити.
- У будь-який момент, коли ведучий відвернувся, він може крикнути «червоне світло!» і повернутися обличчям до гравців. Після цієї команди гравці повинні застигнути на місці. Якщо ведучий помічає, що хтось із гравців рухається, він відправляє його назад на старт.
- Це повторюється до тих пір, поки інший гравець не заквачить ведучого.
- Той, хто кличе, може повторювати «червоне світло!» і «зелене світло!» так швидко або повільно, як йому хочеться, щоб зловити інших гравців, поки вони ще рухаються.
- Перший гравець, який заквачив ведучого, стає новим ведучим, а всі інші гравці повертаються на старт, щоб почати новий раунд.

Існують різні рівні суворості щодо того, скільки рухів може спостерігати ведучий, щоб відправити гравця назад на старт. Деякі з них дозволяють загальні рухи, якщо гравці не відривають ноги від землі, тоді як інші обмежують будь-які великі рухи тіла, такі як розмахування руками або навіть посмішка. Моргання та дихання, як правило, дозволені.
У голландській версії той, хто телефонує, кричить «Koekoek!» («Ку-ку!»), коли вони обертаються (як «червоне світло!»), що також є голландською назвою гри «Ку-ку», в яку грають з немовлятами, коли батьки ховають обличчя руками, а потім показуються, вигукуючи «Ку-ку!» (також відомою голландською мовою як «Koekoek!»).

### Вінні-Пух
Вінні-Пух — це варіація гри «Статуї», де гравець, який грає «Вінні-Пуха» (Ведучий) зазвичай притуляється до стіни і повинен крикнути «1, 2, 3, Вінні-Пух, замри!» (щоб гравці встигли дійти до нього на певну відстань, а також через риму болгарською мовою, звідки походить ця версія), перш ніж повернутися обличчям до гравців. Щоразу, коли гравець торкається Пуха, він повинен бігти, щоб той його не спіймав. Якщо гравець встигає повернутися до стіни, на яку притулився Пух, до того, як він його зловить, він стає Пухом, і гра починається спочатку. У цій варіації роль Пуха є більш бажаною.

### Вправа на командоутворення
Інший варіант гри був змінений як вправа для згуртування команди. Гра відбувається за правилами «червоне світло, зелене світло», за винятком того, що якщо хтось рухається після червоного світла, вся команда повинна повернутися на стартову лінію. Крім того, мета гри полягає в тому, щоб гравці «вкрали» «об'єкт», розташований біля ведучого, і повернулися з ним на інший бік поля. Після переміщення «об'єкт» повинен залишатися прихованим від ведучого, який має кілька спроб вгадати, у кого він знаходиться в даний момент. Якщо вгадав, то вся команда повинна повернутися на лінію старту.

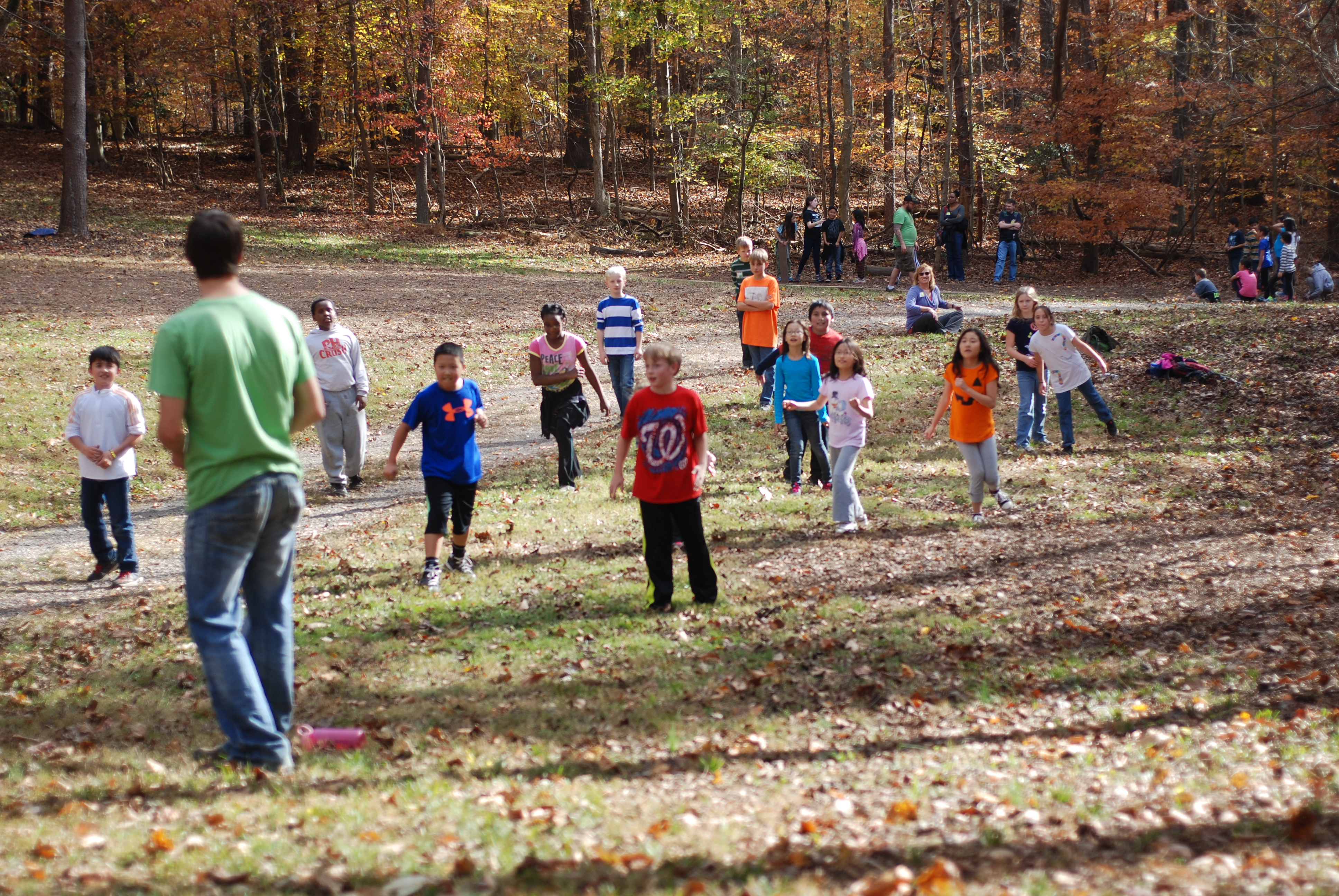
Червоне світло
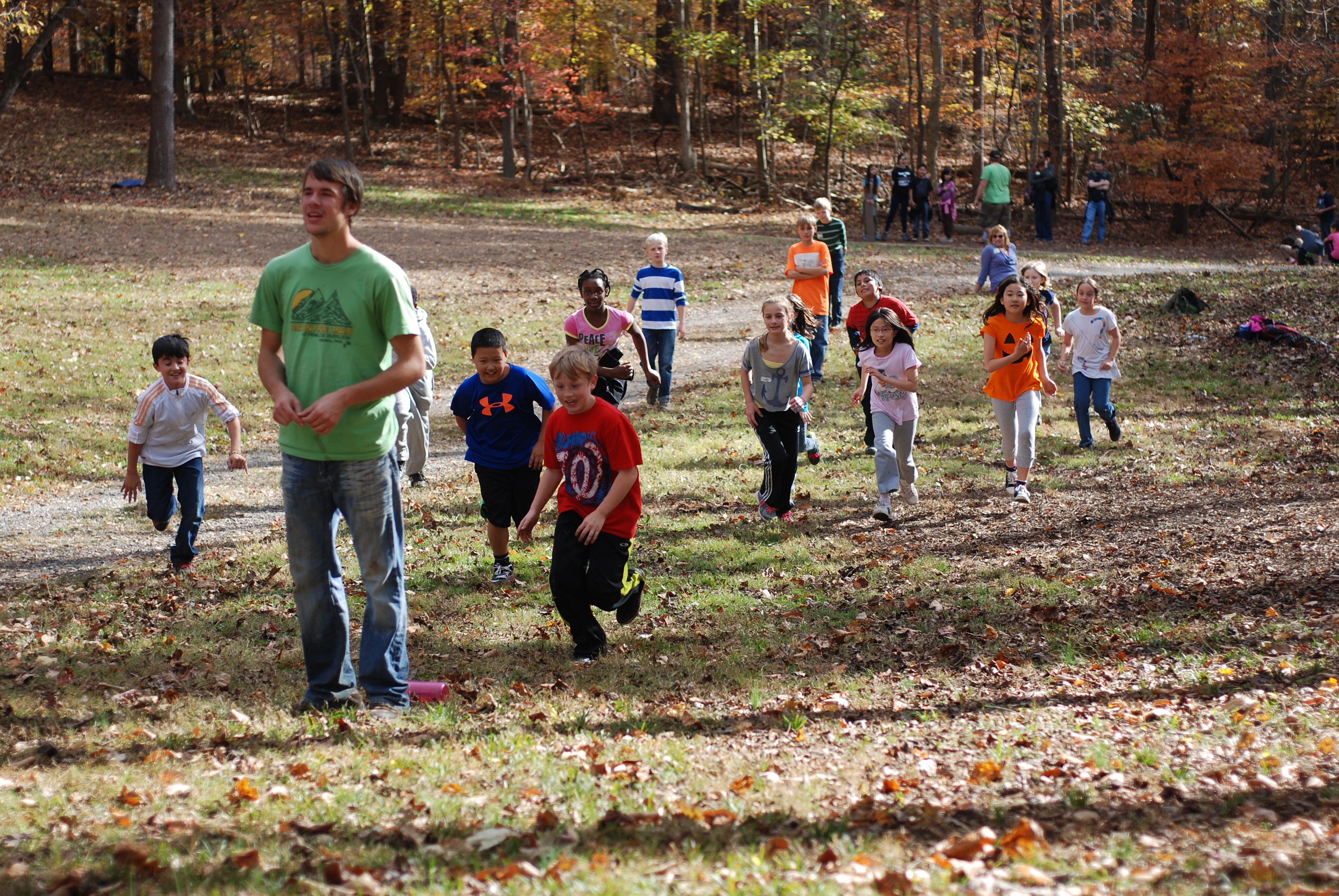
Зелене світло
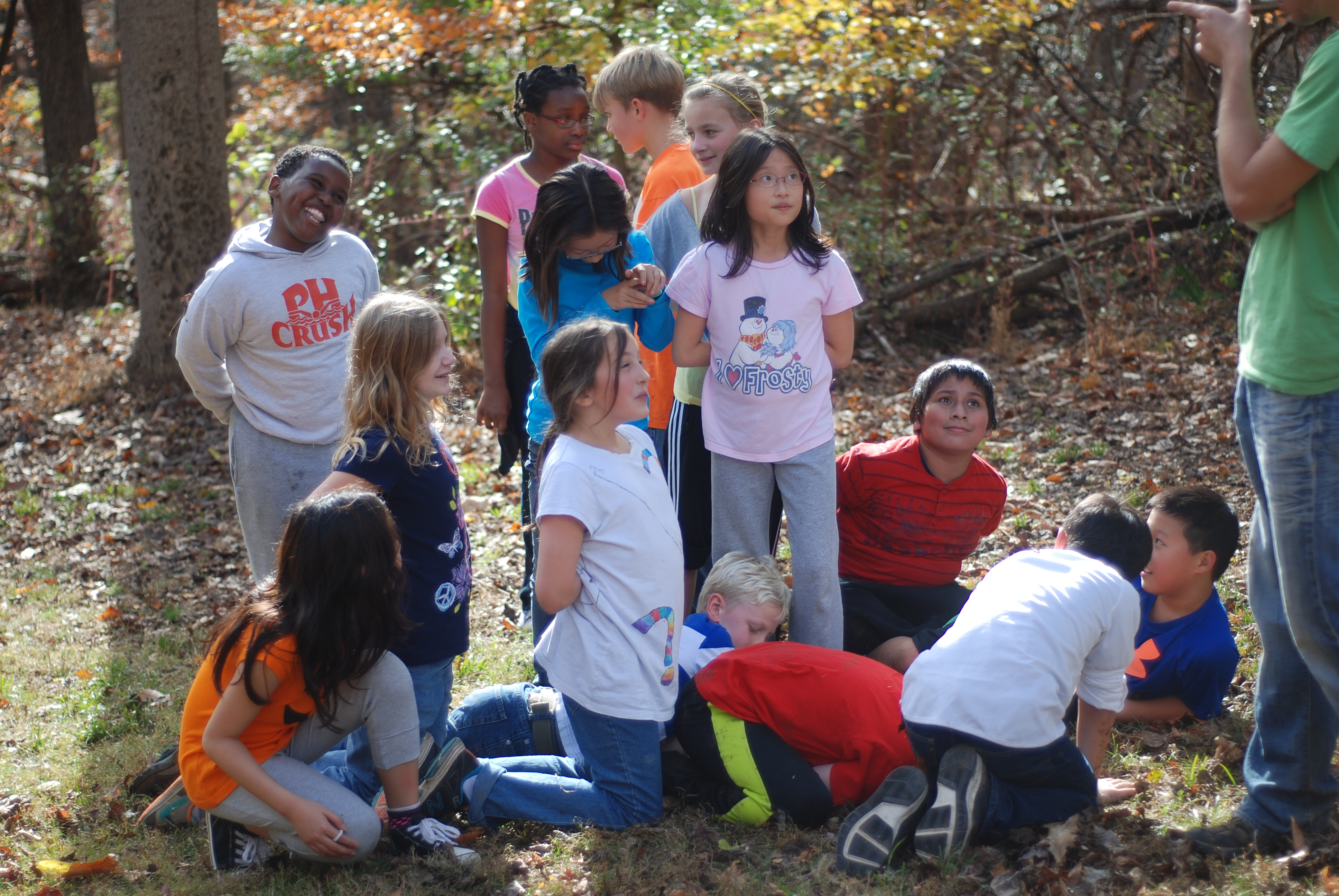
Вгадайте, хто приховує «предмет»

## У масовій культурі
- Автор «Доктора Хто» Рассел Т. Дейвіс сказав, що роль статуї в серіалі «Кроки бабусі» була концепцією для Плачучого Ангела, монстра, який постійно з'являється в серіалі з 2005 року по теперішній час.
- У серії «Залізниця» «Персі та штани» Персі намагається зіграти з вагонами «Кроки бабусі», але замість цього врізається у візок зі штанами.
- Фолк-тріо Пітер, Пол і Мері адаптувало цю гру в пісню під назвою Rocky Road на своєму альбомі 1963 року In the Wind.
- Хадзіме Сячо, найпопулярніший ютубер Японії, та 740 учасників загалом зіграли в Daruma-san ga koronda в Центрі промислового розвитку в Канадзаві, Йокогама, префектура Канагава, 24 жовтня 2015 року, що було занесено до Книги рекордів Гіннеса.[3]
- У короткометражному фільмі Merrie Melodies 1942 року «Справа про зниклого зайця» Багс грає в гру зі статуями з фокусником, поки Ала Багма кидається на Багса, щоб убити його.
- У фільмі «Робокоп» 1987 року головного героя можна побачити на кадрах, показаних під час новинного репортажу, де він грає в цю гру з учнями початкової школи.
- У японській манзі «Як буде воля богів» та її екранізації 2014 року це одна з ігор, у які студенти змушені грати з лялькою Дарума.
- У третьому розділі гри 2017 року Faith: The Unholy Trinity ця гра представлена як метод отримання ключа до прогресу. Гравець повинен зібрати ключ і повернутися, не будучи спійманим культистом і сірим демоном. Невиконання вимог призведе до смерті.
- У антиутопічному серіалі Netflix 2021 року «Гра в кальмара» це була перша гра змагань. Учасники грали в гру з великою лялькою, схожою на Йон Хі, молоду дівчину з корейської книжкової серії. Гра була смертоноснішою ітерацією, де кожного, кого спіймали на русі, застрелили.
- Crab Game — гра 2021 року, заснована на серіалі Netflix Squid Game, яка демонструє гру саме так, як вона зображена в серіалі, — тільки в цій версії гравці вибухають, а не отримують пострілів, коли програють.
- У грі 2022 року Poppy Playtime: Chapter 2 — Fly in a Web є розділ, дещо схожий на цю гру, де гравець повинен долати смугу перешкод, переслідуючи його велика іграшкова гусениця. Коли вмикається світло, вони повинні стояти нерухомо і не можуть рухатися, доки воно знову не згасне.

## Додаткова інформація
- Howard Papush (2004). When's Recess?: Playing Your Way Through the Stresses of Life. Trafford Publishing. с. 63. ISBN 1-4120-3346-2.